# 유봉식
유봉식(兪奉植, 1928년 6월 23일~2017년 6월 8일)는 대한민국의 기업인이다. 교토에서 아오키 사다오(青木定雄)라는 이름으로 활동하며 택시 회사인 MK 택시를 설립하여 "택시왕"이라는 별칭을 얻었다.

## 생애
경상남도 남해군에서 태어나 1943년에 단신으로 일본으로 건너갔다. 리쓰메이칸 고등학교을 졸업하고 1951년 리쓰메이칸 대학교 법학부를 중퇴했다. 일자리를 전전한 뒤 교토에 정착한 그는 1957년에 나가이 석유(永井石油), 1960년 미나미 택시(ミナミタクシー) 회사를 설립하며 사업을 시작했다. 가쓰라 택시 이사장을 지내고, 1977년 미나미 택시와 가쓰라 택시를 통합하여 현재의 MK 택시(エムケイタクシー)가 설립되었다. 나중에 MK 택시의 대표 이사로 선출되었다. MK 택시(エムケイタクシー)는 시내의 택시 요금 인상을 단독으로 반대하여 요금 인하를 계속 추진하였으며, 이동의 자유를 누리기 힘든 장애인 손님을 먼저 모시도록 하는 철저한 친절 교육과 전문 의상 디자이너에게 맡겨서 만든 유니폼을 입도록 하는 양질의 서비스로 시민들 및 손님들의 사랑을 받았다. 그의 일생과 경영 철학은 KBS에서 1991년 12월 말 임동진이 출연한 드라마 "교토 25시"로 제작된 바 있다.
1994년 엠케이 그룹(エムケイグループ)의 대표이사 회장에서 사직하였으며, 소유자가 되었다. 2001년에는 재일교포 전담 금융기관인 긴키 산업 신용조합의 회장으로 선출되어 2013년까지 회장으로 있었다.
2004년에는 국위 선양과 국가 발전에 기여한 공로를 인정받아, 대한민국 정부에서 국민훈장 무궁화장을 받았다.
2017년 6월 8일 새벽에 교토의 한 병원에서 지병인 흡인성 폐렴으로 타계했다.